# Ordine della Repubblica di Gambia
L'Ordine della Repubblica di Gambia è la più alta delle onorificenze cavalleresche concesse dallo stato del Gambia.

## Storia
L'Ordine venne istituito nel 1972 dopo la fine del governo coloniale britannico, con l'intento di ricompensare quanti, gambiani e non, si fossero distinti con meriti notevoli al servizio dello stato e del popolo.

## Classi
L'Ordine dispone delle seguenti classi di benemerenza:
- Gran Commendatore
- Grand'Ufficiale
- Commendatore
- Ufficiale
- Membro
- Medaglia

## Insegne
- La medaglia dell'ordine consiste in una croce biforcata sul modello di quella della Legion d'onore francese. Tale croce ha cinque bracci ed è smaltata di bianco e bordata d'oro. I bracci sono tra loro collegati da una corona d'alloro in bianco inscritta in un anello smaltato di verde. Al centro della croce si trova un disco nel quale è riportata la bandiera del Gambia.
- La placca consiste in una stella raggiante in oro a cinque punte affiancata per ogni punta da due leoni rampanti anch'essi in oro. Nella stella d'oro è inscritta la croce biforcata a cinque punte come nella medaglia, ma avente la quinta punta guardante verso il basso e sormontata da un elmo d'oro voltato verso sinistra. I bracci della croce sono tra loro collegati da una corona d'alloro smaltata di verde su sfondo oro. Al centro della croce si trova un medaglione recante uno sfondo blu con impresse in oro un'ascia, un bastone e un libro e sotto queste la bandiera del gambia ondeggiata.
- Il nastro è tripartito: iniziando da sinistra una striscia verde, una piccola bianca, una blu, una piccola bianca, ed una rossa.